# Gelbfleckender Täubling
Der Gelbfleckende Täubling (Russula luteotacta) ist ein rothütiger Pilz aus der Familie der Täublingsverwandten. Das starke Gilben des Täublings ist ein gutes Merkmal, allerdings wird die Gelbfärbung oft erst nach vielen Stunden sichtbar.

## Merkmale

### Makroskopische Merkmale
Der recht feste Hut ist 3–8 cm breit, erst abgeflacht konvex, später niedergedrückt bis flach trichterförmig. Er ist leuchtend rosarot bis blutrot gefärbt und zeigt oft große cremeweiße Entfärbungen. Der Rand ist blass weißlich bis rosarot und von roten Äderchen durchzogen. Er ist glatt und ungerieft, erst eingerollt, dann unregelmäßig verbogen. Die Huthaut ist bei feuchtem Wetter leicht schmierig-klebrig, trocknet aber schnell ab und ist dann stumpf und matt. Sie ist nicht oder nur am äußersten Rand abziehbar.
Der keulenförmige oder nach oben verschmälerte Stiel ist 2–6 cm lang und 0,5–1,5 cm breit. Er ist weiß, voll und fest und manchmal rosa oder rötlich getönt. Beim jungen Pilz ist die Oberfläche feinpuderig bis körnig.
Die recht schmalen Lamellen laufen in der Regel leicht am Stiel herab, im Alter auch deutlich. Sie sind blass cremefarben und haben bisweilen einen gräulichen Reflex. Sie stehen mäßig dicht, sind am Rand stark gegabelt oder anastomosieren. Sie sind mehr oder weniger starr oder spröde. Bei feuchtem Wetter tränen sie oft stark. Das Sporenpulver ist weißlich bis hell cremefarben.
Das Fleisch ist weiß und fest und schmeckt mäßig scharf. Oft schmeckt es auch stark bitter. Die Schärfe entwickelt sich erst beim Kauen und brennt mehr im Hals. Der Geruch ist unbedeutend oder schwach fruchtig, manchmal riechen die Fruchtkörper auch ein wenig nach Kokosnuss (Emetica-Geruch).
Mit Eisensulfat reagiert das Fleisch schwach orange-grau. Die Guajakreaktion ist meist intensiv positiv. Die Lamellen verfärben sich mit Formaldehyd nicht rosa. Alle Teile des Täublings gilben hellgelb über Druckstellen, aber oft erst nach mehreren Stunden, häufig erst am nächsten Tag.

### Mikroskopische Merkmale
Die verkehrt eiförmigen Sporen sind 7–9 µm lang und 5,7–7,5 µm breit. Sie sind manchmal, leicht verlängert, pustulös bis fast dornig, mit hier und da ein paar Verbindungen oder kurzen Graten.
Die halbkugelförmigen, meist isoliert stehenden Warzen sind kurz-konisch, oft stumpf, etwa 0,6–0,75 µm hoch und nicht allzu zahlreich. Sie sind deutlich amyloid. Der Apiculus hat die Ausmaße von 1–1,75 × 1–1,25 µm, der Hilarfleck von 3 × 2,75 µm. Er ist warzig und am Rand mehr oder weniger abgerundet und mehr oder weniger amyloid.
Die Basidien sind 35–55 µm lang und 8,5–11 µm breit. Die Zystiden sind 67–100 µm lang und 5,7–7,5(–11) µm breit. Sie sind zylindrisch, spindelförmig oder schmal keulenförmig. Am Ende sind sie stumpf oder laufen zu einer Spitze aus oder sie enden in einem hervortretenden Köpfchen. Sie sind zahlreich und färben sich in Sulfovanillin gelblich, gräulich oder schwärzlich.
Die Huthautdeckschicht (Epikutis) ist sehr dicht, mehr oder weniger stark gelifiziert und enthält sehr schlanke (2–3 µm) Hyphen. Die Dermatozystiden (Pileozystiden) sind zylindrisch oder gewunden und sehr lang und voluminös. Sie sind 3,5–8,5 µm breit. In Sulfovanillin färben sie sich grau an. Sie sind meist stumpf und selten verschmälert oder eingeschnürt bis kopfig.
Das Mediostratum ist dicht und hat wenig lichtbrechende Sphaerozysten oder Laticiferen.

## Artabgrenzung
- Die nicht oder fast nicht abziehbare Huthaut, der oft rosa überlaufende Stiel und die Neigung zum langsamen, aber intensiven Gilben kennzeichnen den Gelbfleckenden Täubling ausreichend, um ihn von den anderen Vertretern der Untersektion Emeticinae unterscheiden zu können.
- Sehr ähnlich ist auch der Schwachfleckende Täubling, der ebenfalls gilbt. Er hat aber creme- bis ockerfarbene Lamellen und ein ebensolches Sporenpulver.

## Ökologie
Auch der Gelbfleckende Täubling ist wie alle Täublinge ein Mykorrhizapilz, der mit verschiedenen Laubbäumen eine Symbiose eingehen kann. Am häufigsten geht er mit Eichen eine Partnerschaft ein, aber auch Hainbuchen, Buchen, Haselnuss, Pappeln und andere Laubbäume können als Wirte dienen.
Man findet den Täubling in schattigen Buchenwäldern wie Labkraut-Buchenwäldern, Buchen-Tannenwäldern, Orchideen-Buchenwäldern, aber auch in Hainbuchen-Eichenwäldern und gelegentlich in Hartholzauen. Außerhalb von Wäldern kann man ihn in Hecken- und Waldrandgesellschaften sowie in Parkanlagen finden.
Der Täubling bevorzugt frische bis schwach feuchte, tonige oder lehmige Böden, besonders humose, neutrale bis alkalische, basen- und kalkreiche und meist gut mit Nährstoffen, aber nur mäßig mit Stickstoff versorgte Braunlehm-Rendzinen, Kalk-Braun-, Parabraunerden sowie Aueböden über kalkhaltigen Ausgangsgesteinen. Der Täubling meidet saure Nadelwälder, zugige sommerkühle Lagen, kalkarme, trockene ebenso wie staunasse, anmoorige und eutrophierte Standorte.
Die Fruchtkörper erscheinen von Juli bis Mitte Oktober, gerne in Spurrinnen oder an grasigen Weg- oder Teichrändern.

## Verbreitung

Europäische Länder mit Fundnachweisen des Gelbfleckenden Täublings
Legende:
Länder mit Fundmeldungen
Länder ohne Nachweise
keine Daten
außereuropäische Länder

Die Art kommt in Nordamerika und Europa vor. Der Verbreitungsschwerpunkt in Europa liegt in Nordwesteuropa.
In Deutschland ist die Art recht selten und steht auf der Roten Liste in der Gefährdungskategorie RL3.

## Systematik
Folgende Varietäten wurden beschreiben:
| Varietät                            | Autor                | Beschreibung |
| ----------------------------------- | -------------------- | --- |
| Russula luteotacta var. oligophylla | (Melzer) Jul. Schäff | Die Varietät ist ähnlich wie die Typusart, aber robuster und weniger stark gilbend. Die Lamellen stehen weiter entfernt und sind mehr oder weniger runzelig oder anastomosieren. Die Guajakreaktion ist schwach positiv. Die mikroskopischen Merkmale sind wie beim Typ häufig hygrophil. |
| Russula luteotacta var. serrulata   | J. Blum              | Die Varietät ist ähnlich wie die Typusart, aber mit größerem Hut (8–12 cm). Dieser ist rosa und zeigt cremig-weiße Entfärbungen. Die Huthaut ist matt und kaum abziehbar. Das Fleisch schmeckt scharf und riecht nach Äpfeln. Das Sporenpulver ist weiß. Man findet die Fruchtkörper auf Wiesen. |
| Russula luteotacta var. semitalis   | J. Blum ex Bon       | Ähnlich wie bei der Typusart, aber mit einem größeren, bis zu 12 cm breiten, rosaroten und schnell vertieften Hut, der beim Ausblassen weiß geädert erscheint. Die weißen Lamellen stehen recht dicht. Sie sind bogig und laufen leicht am Stiel herab. Der Stiel ist schlank und recht lang (7(10) × 1 cm). Er ist mehr oder weniger rosa überhaucht. Das Fleisch ist scharf und das Sporenpulver weißlich bis hell cremefarben. Die Eisensulfatreaktion ist schwach, die Guajakreaktion positiv. Die mikroskopischen Merkmale sind wie beim Typ, nur dass die Pileozystiden manchmal ein wenig schmaler sind (4–5(6) µm). Der Täubling kommt an grasigen Standorten vor. |